# 艾哈邁德·馬田-達夫塔里
艾哈邁德·馬田-達夫塔里（波斯語：احمد متین دفتری、英語：Ahmad Matin-Daftari，1896年—1971年），出生於德黑蘭，巴列维王朝时期出任伊朗總理。
他於德黑蘭德語學校學習，並在法國獲博士學位。他在伊朗議會擔任參議員，1939年馬哈茂德·賈姆政府倒台後任總理一職。在總理任期內，他實施了國家首次人口普查，伊朗第一個電台媒介亦在這個時期啟用。
在英蘇入侵伊朗後，他因親德而遭同盟國投入牢獄。1971年，艾哈邁德·馬田-達夫塔里於德黑蘭逝世，享年76歲。
| 官衔                   | 官衔                    | 官衔                 |
| ---------------------- | ----------------------- | -------------------- |
| 前任者： 馬哈茂德·賈姆 | 伊朗總理 1939年－1940年 | 繼任者： 阿里·曼蘇爾 |